# Mount Sabyinyo
Mount Sabyinyo – drzemiący wulkan w paśmie górskim Wirunga we wschodniej Afryce. 
Leży na północny wschód od jeziora Kiwu i południowy wschód od Rutshuru na terenie Parku Narodowego Wirunga . Wznosi się na wysokość 3605 m n.p.m.  Na jego szczycie zbiegają się granice Demokratycznej Republice Konga, Rwandy i Ugandy .